# Тессин-Бойценбург
Тессин-Бойценбург (нем. Tessin bei Boizenburg) — община в Германии, в земле Мекленбург-Передняя Померания.
Входит в состав района Людвигслуст. Подчиняется управлению Бойценбург-Ланд.  Население составляет 412 человек (на 31 декабря 2010 года). Занимает площадь 10,26 км².
Коммуна подразделяется на 3 сельских округа.